# 辛夷坞
辛夷坞（1981年8月4日—），原名蒋春玲，女，广西桂林人，中国大陆作家。

## 生平
2004年毕业于广西师范学院（今南宁师范大学）法商学院社会工作专业。
2007年7月出版个人首部现代言情小说《致我们终将逝去的青春》（原名《致我们终将腐朽的青春》）。
2007年10月出版现代言情小说《原来你还在这里》和《晨昏》。
2008年5月出版现代言情小说《山月不知心底事》和《许我向你看》。
2010年2月出版现代言情小说《我在回忆里等你》。
2011年4月出版现代言情小说《再青春》（原名《浮世浮城》）。
2011年11月出版现代言情小说《原来你还在这里》（曾用名《原来》）。
2012年12月出版现代言情小说《蚀心者》。
2013年5月11日加入南宁市作家协会。同年12月5日，以500万版税居第八届中国作家富豪榜第18位。
2014年6月出版现代言情小说《应许之日》。
2015年12月出版出版现代言情小说《我们》，同年参与电影《应许之日》编剧工作。
2018年11月出版个人首部古代言情小说《抚生·孤暮朝夕》。
2021年8月开始连载现代言情小说《针尖蜜》  。

## 作品
暖伤青春系列
《致我们终将逝去的青春》（原名《致我们终将腐朽的青春》）（已改编为电影·电视剧）
《原来你还在这里》（原名《原来》）（已改编为电影·电视剧）
《晨昏》
《山月不知心底事》（已改编为电视剧）
《许我向你看》（发布主题曲《如果你爱我》）
《我在回忆里等你》
《我们》（已改编为电视剧）

后青春时代系列
《应许之日》（已改编为电影）
《再青春》（原名《浮世浮城》）
《蚀心者》

《抚生·孤暮朝夕》
《针尖蜜》
《无心可猜》（创作中）